# Isle of Man TT 1981
De TT van Man 1981 werd verreden van 6 tot 11 juni 1981 op de Snaefell Mountain Course op het eiland Man. Door de Interval-start reed men eigenlijk een tijdrace.

De wedstrijden eisten het leven van de Australische coureur Kenny Blake, die op 9 juni tijdens de vijfde ronde van de Senior TT verongelukte bij Ballagarey Corner.

## Formula One TT
Zaterdag 6 juni, 6 ronden (364,38 km), toegelaten: tweetaktmotoren van 350- tot 500 cc, viertaktmotoren van 600- tot 1.000 cc.
De Formula One TT op 6 juni begon met enige paniek bij Heron Suzuki GB-team van Graeme Crosby, die vlak voor de start constateerde dat zijn achterband lek was. Er werd een nieuw wiel gemonteerd, maar toen bleek de ketting te lang, de gearing verkeerd en miste men een bout van het achterwiel. Crosby kwam daardoor tien seconden te laat aan de start, maar omdat er een interval-start werd gebruikt kon hij niet zomaal starten. Hij werd achteraan in het startveld geplaatst en zijn latere starttijd van 4 minuten en 50 seconden werd niet teruggegeven. Intussen ging de wedstrijd van start en lag Honda-coureur Joey Dunlop twee ronden lang aan de leiding. Mick Grant kwam met zijn Suzuki tot op enkele seconden van Dunlop, maar hij maakte een schakelfout waardoor hij zijn motor opblies. Dunlop moest bij zijn pitstop zijn motor opnieuw laten afstellen maar verloor ook 1½ minuut omdat hij een nieuw achterwiel moest laten monteren. Daardoor nam Ron Haslam (Honda) de leiding over. Op de weg haalde Dunlop hem weer in, maar in tijd bleef Haslam aan de leiding. Haslam leek de race uiteindelijk met een halve minuut voorsprong te winnen, een belangrijke overwinning voor Honda omdat de race ook meetelde voor het wereldkampioenschap Formula One TT.

### Protesten
Intussen had Crosby de zes ronden vrijwel exact twee minuten sneller afgelegd dan Haslam, maar door de 4 minuut 50 straftijd was hij vierde. Daartegen diende Suzuki bij de ACU een protest in. Men redeneerde dat de wedstrijdleiding op het eigenlijke startmoment de stopwatch had moeten indrukken, waardoor Crosby slechts 10 seconden zou hebben verloren en dat de straftijd nergens op gebaseerd was. Na twee uur vergaderen kreeg Suzuki gelijk en werd Crosby tot winnaar uitgeroepen. Maar dat leverde weer een tegenprotest van Honda op. Daar redeneerde men dat zowel Dunlop als Haslam rustiger hadden gereden omdat ze signalen kregen dat Crosby geen bedreiging vormde. Dit protest werd niet gehonoreerd waardoor Graeme Crosby uiteindelijk toch winnaar werd. Honda liet Joey Dunlop, Ron Haslam en Alex George de rest van de week in zwart leer op zwart gespoten motorfietsen rijden.

### Uitslag Formula One TT
| Pos | Coureur            | Merk     | Tijd      | Snelheid   |
| --- | ------------------ | -------- | --------- | ---------- |
| 1   | Graeme Crosby      | Suzuki   | 2.01'28"8 | 111,81 mph |
| 2   | Ron Haslam         | Honda    | 2.03'29"8 | 109,98 mph |
| 3   | Joey Dunlop        | Honda    | 2.04'07"6 | 109,42 mph |
| 4   | John Newbold       | Suzuki   | 2.06'36"8 | 107,27 mph |
| 5   | Sam McClements     | Suzuki   | 2.06'54"8 | 107,02 mph |
| 6   | Alex George        | Honda    | 2.07'02"2 | 106,92 mph |
| 7   | Alan Jackson jr.   | Suzuki   | 2.08'58"8 | 105,30 mph |
| 8   | Stan Woods         | Honda    | 2.09'55"2 | 104,54 mph |
| 9   | Chas Mortimer      | Kawasaki | 2.11'51"4 | 103,01 mph |
| 10  | Frank Rutter       | Honda    | 2.13'12"8 | 101,96 mph |
| 11  | Ian Richards       | Ducati   | 2.13'52"6 | 101,45 mph |
| 12  | Max Nothinger      | Kawasaki | 2.13'59"8 | 101,36 mph |
| 13  | Roy Armstrong      | Suzuki   | 2.15'23"6 | 100,32 mph |
| 14  | Dave Hiscock       | Suzuki   | 2.15'39"6 | 100,12 mph |
| 15  | Jim Wells          | Kawasaki | 2.15'49"2 | 100,00 mph |
| 16  | Ian Martin         | Suzuki   | 2.17'36"4 | 98,70 mph  |
| 17  | Fred Huggett       | Honda    | 2.17'43"6 | 98,62 mph  |
| 18  | Jeff Jones         | Suzuki   | 2.17'48"6 | 98,56 mph  |
| 19  | Bill Ingham        | Ducati   | 2.18'08"2 | 98,32 mph  |
| 20  | Rob Claude         | Suzuki   | 2.18'08"2 | 98,32 mph  |
| 23  | Trevor Nation      | Suzuki   | 2.23'08"0 | 94,89 mph  |
| DNF | Ray Knight         | Honda    |           |            |
| DNF | Mick Grant         | Suzuki   | motor     |            |
| DNF | Graeme McGregor    | Kawasaki |           |            |
| DNF | Roger Marshall     | Moriwaki |           |            |
| DNF | Bill Smith         |          |           |            |
| DNF | Neil Tuxworth      |          |           |            |
| DNF | Hans-Otto Butenuth |          |           |            |

## Senior TT
Dinsdag 9 juni, 6 ronden (364,38 km), toegelaten: alle motoren van 351- tot 500 cc
De Senior TT startte aanvankelijk op maandag 8 juni (Tweede Pinksterdag), met een uur vertraging vanwege het slechte weer. Enkele favorieten kregen al snel problemen: Mick Grant deed 45 minuten over de eerste ronde door ontstekingsproblemen en Graeme Crosby ontdekte dat zijn keuze voor slicks de verkeerde was toen het op een aantal plaatsen nog bleek te regenen. Charlie Williams viel uit door een kapotte benzineleiding. Chris Guy reed aan de leiding tot de race na de tweede ronde werd afgevlagd vanwege opkomende mist (de "Mantle of Mona") op de Mountain Section.
De nieuwe start op dinsdag kwam niet zonder slag of stoot. Er waren immers al twee ronden gereden en de koplopers uit die race eisten dat de uitvallers (met name Mick Grant, Graeme Crosby en Charlie Williams) niet meer mochten starten. Chris Guy eisten bovendien zijn prijzengeld op. Op geen van deze eisen werd ingegaan, maar Guy kreeg een cheque van 1.000 pond van Maurice Knight, de directeur van Suzuki GB met de woorden "Wij geven dit bedrag liever uit aan een goede privérijder dan aan stickers met stompzinnige teksten". Dat sloeg op de stickers die Honda had laten drukken na het (toegekende) protest van Suzuki na afloop van de Formula One TT. Daar stond op: HONDA WINS, Suzuki protests!.
Erg spannend werd de race niet. Crosby viel al snel uit door een vette bougie en Williams door een afgebroken clip-on. Ondanks de vele natte plekken op het circuit koos Mick Grant toch voor een slick, omdat hij verwachtte dat een regenband de volledige raceafstand niet zou volhouden. Dat betekende wel dat het achterwiel van zijn motorfiets (de Suzuki RG 500 van Randy Mamola uit 1980) soms in de zesde versnelling nog doorspinde, vooral tegen het einde van de race, die in hevige regen eindigde. In de derde ronde viel zijn vierde versnelling weg waardoor hij heel voorzichtig werd om te voorkomen dat de versnellingsbak vast zou slaan. Toch had hij na zes ronden een voorsprong van 2½ minuut op Donnie Robinson. Debutant John Newbold deed het erg goed: na zijn vierde plaats in de Formula One TT werd hij nu zelfs derde. Hij reed TT-veteraan Alex George zelfs op 20 seconden achterstand. Op de verraderlijke baan, die op sommige plaatsen droog en op sommige plaatsen nat was, viel George Fogarty als eerste, gevolgd door de "winnaar" van maandag, Chris Guy, die bij Braddan viel terwijl hij op de tweede plaats lag. Conor McGinn raakte bij zijn val zwaargewond: hij raakte vanaf het middel verlamd en verloor zijn rechtervoet. Kenny Blake viel bij Ballagarey Corner en verongelukte daarbij dodelijk.

### Uitslag Senior TT
| Pos | Coureur           | Merk   | Tijd      | Snelheid   |
| --- | ----------------- | ------ | --------- | ---------- |
| 1   | Mick Grant        | Suzuki | 2.07'58"2 | 106,14 mph |
| 2   | Donnie Robinson   | Yamaha | 2.10'32"4 | 104,05 mph |
| 3   | John Newbold      | Suzuki | 2.10'53"2 | 103,77 mph |
| 4   | Alex George       | Suzuki | 2.11'03"8 | 103,63 mph |
| 5   | Billie Guthrie    | Suzuki | 2.11'27"2 | 103,32 mph |
| 6   | Con Law           | Yamaha | 2.11'34"4 | 103,23 mph |
| 7   | Bob Jackson       | Suzuki | 2.11'48"2 | 103,05 mph |
| 8   | Geoff Johnson     | Yamaha | 2.12'02"4 | 102,86 mph |
| 9   | Dennis Ireland    | Suzuki | 2.12'21"2 | 102.62 mph |
| 10  | Phil Mellor       | Suzuki | 2.12'50"0 | 102,25 mph |
| 11  | Malcolm Lucas     | Suzuki | 2.13'54"4 | 101,43 mph |
| 12  | Lennart Bäckström | Suzuki | 2.14'13"0 | 101,20 mph |
| 13  | Jon Ekerold       | Suzuki | 2.14'33"0 | 100,95 mph |
| 14  | Derek Huxley      | Yamaha | 2.14'48"0 | 100,76 mph |
| 15  | Graeme McGregor   | Yamaha | 2.15'29"4 | 100,24 mph |
| 16  | Bernard Murray    | Yamaha | 2.15'36"2 | 100,16 mph |
| 17  | Derek Chatterton  | Yamaha | 2.17'00"8 | 99,13 mph  |
| 18  | Klaus Klein       | Suzuki | 2.17'04"8 | 99,08 mph  |
| 19  | Brian Reid        | Yamaha | 2.17'42"0 | 98,64 mph  |
| 20  | Steve Parrish     | Yamaha | 2.17'42"6 | 98,63 mph  |
| 23  | Jeffrey Sayle     | Yamaha | 2.19'31"0 | 97,35 mph  |
| 25  | Keith Huewen      | Suzuki | 2.20'10"2 | 96,90 mph  |
| 27  | Trevor Nation     | Yamaha | 2.21'38"4 | 95,89 mph  |
| 38  | Tony Rutter       | Suzuki | 2.30'35"6 | 90,19 mph  |
| DNF | George Fogarty    | Suzuki | Val       |            |
| DNF | Chris Guy         | Yamaha | Val       |            |
| DNF | Kenny Blake       | Yamaha | Val       | (†)        |
| DNF | Barry Smith       | Yamaha |           |            |
| DNF | Stan Woods        | Suzuki |           |            |
| DNF | Sam McClements    | Suzuki |           |            |
| DNF | Steve Cull        | Suzuki |           |            |
| DNF | Alan Jackson jr.  | Yamaha |           |            |
| DNF | Charlie Williams  | Yamaha |           |            |
| DNF | Steve Tonkin      | Suzuki |           |            |
| DNF | Jan Kostwinder    | Yamaha |           |            |
| DNF | Conor McGinn      | Yamaha | Val       |            |
| DNF | Graeme Crosby     | Suzuki |           |            |

## Junior TT
Woensdag 10 juni, 6 ronden (364,38 km), toegelaten: alle motoren tot 250 cc.
Jon Ekerold nam niet al te veel risico's omdat de Mountain Course in de ochtend zeer verraderlijk was: het was bijna niet te zien of de schaduwplekken nat of droog waren. In de tweede ronde werd hij ingehaald door Steve Tonkin, die een volle minuut later gestart was. Ekerold haalde Tonkin op de weg wel weer in, maar hij wist op dat moment dat hij 20 seconden per ronde moest goedmaken om kans op de winst te maken. In de vierde ronde maakte een kapotte inlaatschijf een einde aan zijn race. Intussen reed Graeme McGregor een nieuw ronderecord van 109,22 mijl per uur, maar ook hij viel uit, terwijl de pech van Charlie Williams, die al negen TT-races gewonnen had, aanhield. Hij reed met een ontstoken arm en kon ondanks een pijnstillende injectie niet verder komen dan de derde plaats. Tonkin won de race met zijn CCM-Armstrong-Rotax en maakte daarmee een einde aan de elfjarige overheersing van Yamaha in de Junior TT.

### Uitslag Junior TT
| Pos | Coureur          | Merk      | Tijd         | Snelheid     |
| --- | ---------------- | --------- | ------------ | ------------ |
| 1   | Steve Tonkin     | CCM-Rotax | 2.07'53"0    | 106,21 mph   |
| 2   | Bob Jackson      | Yamaha    | 2.09'15"2    | 105,08 mph   |
| 3   | Charlie Williams | Yamaha    | 2.09'39"0    | 104,76 mph   |
| 4   | Jeffrey Sayle    | CCM-Rotax | 2.09'57"8    | 104,51 mph   |
| 5   | Donnie Robinson  | Rotax     | 2.11'17"2    | 103,45 mph   |
| 6   | Bill Simpson     | Yamaha    | 2.14'19"8    | 101,11 mph   |
| 7   | Pete Wild        | Yamaha    | 2.14'43"8    | 100,81 mph   |
| 8   | Richard Swallow  | Yamaha    | 2.14'44"2    | 100,81 mph   |
| 9   | Derek Huxley     | Yamaha    | 2.15'00"6    | 100,60 mph   |
| 10  | Kenny Harrison   | Yamaha    | 2.15'29"8    | 100,24 mph   |
| 11  | Bernard Murray   | Yamaha    | 2.16'40"8    | 99,37 mph    |
| 12  | Neil Tuxworth    | Yamaha    | 2.17'09"4    | 99,03 mph    |
| 13  | Dennis Ireland   | Yamaha    | 2.17'23"6    | 98,85 mph    |
| 14  | David Hughes     | Yamaha    | 2.19'11"2    | 97,58 mph    |
| 15  | Trevor Steele    | Yamaha    | 2.19'31"4    | 97,35 mph    |
| 16  | Graham Young     | Yamaha    | 2.20'01"2    | 97,00 mph    |
| 17  | Jim Wells        | Yamaha    | 2.21'11"6    | 96,20 mph    |
| 18  | Keith Huewen     | SDC       | 2.21'21"2    | 96,09 mph    |
| 19  | Alan Lawton      | Yamaha    | 2.21'28"8    | 96,00 mph    |
| 20  | Walter Dawson    | Maxton    | 2.22'00"8    | 95,64 mph    |
| 21  | Tony Head        | Yamaha    | 2.22'45"0    | 95,15 mph    |
| DNF | Phil Mellor      | Onbekend  |              |              |
| DNF | Jon Ekerold      | CCM-Rotax | Inlaatschijf | Inlaatschijf |
| DNF | Tony Rutter      | Onbekend  |              |              |
| DNF | Graeme McGregor  | Kawasaki  |              |              |
| DNF | Steve Cull       | Onbekend  |              |              |
| DNF | Brian Reid       | Onbekend  |              |              |
| DNF | Boet van Dulmen  | Rotax     |              |              |
| DNF | Jan Kostwinder   | Onbekend  |              |              |
| DNF | Chas Mortimer    | Onbekend  |              |              |

## Formula Two TT en Formula Three TT
Woensdag 10 juni, 4 ronden (242,92 km), toegelaten: Formula Two: tweetaktmotoren van 250 tot 350 cc, viertaktmotoren van 400 tot 600 cc. Formula Three: tweetakmotoren van 125 tot 250 cc, viertaktmotoren van 200 tot 400 cc. De motorfietsen moesten gehomologeerd zijn: het moesten normale productiemotoren zijn waarvan er ten minste 1000 waren verkocht.
De Formula Two TT werd niet zoals verwacht gewonnen door een Yamaha RD 350, maar door de Ducati Pantah 600 van Tony Rutter, die een nieuw ronderecord reed. Phil Mellor werd aanvankelijk als tweede geklasseerd, maar zijn RD 350 bleek een 24 litertank te hebben, in plaats van de voorgeschreven 20 litertank. Opmerkelijke deelnemers waren de zijspancoureurs Roy Hanks en Mick Boddice, die allebei uitvielen. Hanks had al een derde en een vijfde plaats gescoord in de Sidecar TT en Boddice had een tweede plaats behaald.
De Formula Three TT werd voor het derde jaar op rij gewonnen door Barry Smith, die al in 1969 zijn Grand Prix-carrière had afgesloten maar nog steeds een trouw deelnemer aan de TT was.

### Uitslag Formula Two TT en Formula Three TT
| Pos              | Coureur            | Merk      | Tijd          | Snelheid      |
| ---------------- | ------------------ | --------- | ------------- | ------------- |
| Formula Two TT   |                    |           |               |               |
| 1                | Tony Rutter        | Ducati    | 1.28"51"4     | 191,91 mph    |
| 2                | Phil Odlin         | Honda     | 1.30'22"8     | 100,19 mph    |
| 3                | Charlie Williams   | Yamaha    | 1.31'46"2     | 98,67 mph     |
| 4                | Bob Jackson        | Yamaha    | 1.32'25"6     | 97,97 mph     |
| 5                | Geoff Johnson      | Yamaha    | 1.33'18"0     | 97,05 mph     |
| 6                | Dave Mason         | Honda     | 1.33'25"8     | 96,92 mph     |
| 7                | Hans-Otto Butenuth | Ducati    | 1.33'40"8     | 96,66 mph     |
| 8                | Graham Bentman     | Honda     | 1.33'58"0     | 96,36 mph     |
| 9                | Mike Kneen         | Honda     | 1.36'45"2     | 93,59 mph     |
| 10               | Peter Davies       | Laverda   | 1.37'06"0     | 93,25 mph     |
| 17               | Ray Knight         | Honda     | 1.40'47"8     | 89,83 mph     |
| DNF              | Roy Hanks          | Onbekend  |               |               |
| DNF              | Mick Boddice       | Onbekend  |               |               |
| DSQ              | Phil Mellor        | Yamaha    | Tank te groot | Tank te groot |
| Formula Three TT |                    |           |               |               |
| 1                | Barry Smith        | Yamaha    | 1.30'51"4     | 99,66 mph     |
| 2                | Dave Raybon        | Yamaha    | 1.33'04"2     | 97,29 mph     |
| 3                | Denis Casement     | Yamaha    | 1.34'39"8     | 95,65 mph     |
| 4                | Roger Hunter       | Yamaha    | 1.36'24"6     | 93,92 mph     |
| 5                | Dave Arnold        | Aermacchi | 1.36'45"2     | 93,59 mph     |
| 6                | Jimmy Millar       | Aermacchi | 1.38'09"0     | 92,25 mph     |
| 7                | Malcolm Wheeler    | Aermacchi | 1.38'12"6     | 91,27 mph     |
| 8                | John Stephens      | Honda     | 1.39'27"4     | 91,05 mph     |
| 9                | Denis Gallagher    | Aermacchi | 1.39'40"8     | 90,84 mph     |
| 10               | Derek Mortimer     | Yamaha    | 1.39'51"8     | 90,57 mph     |
| DNF              | Bill Smith         | Honda     |               |               |

## Classic TT
Donderdag 11 juni, 6 ronden (364,38 km).
Na het verlies in de Formula One TT was Honda er alles aan gelegen om de belangrijkste race, de Classic TT, te winnen. Daarom werden de Formula One Honda's van Joey Dunlop, Alex George en Ron Haslam op 1.123 cc gebracht. De Suzuki's van Graeme Crosby en Mick Grant bleven op 997 cc. Haslam viel met pech uit en Dunlop, die wel een absoluut ronderecord van 115,54 mijl per uur reed, kwam bijna zonder benzine te staan. Hij haalde de pit nog wel om te tanken, maar viel alsnog uit. George was de enige overgebleven Honda-coureur, maar hij moest het hoofd buigen voor Crosby en Grant, waardoor de TT van 1981 een groot succes werd voor Suzuki met overwinningen in de Formula One TT, de Senior TT en de Classic TT.

### Uitslag Classic TT
| Pos | Coureur          | Merk     | Tijd      | Snelheid   |
| --- | ---------------- | -------- | --------- | ---------- |
| 1   | Graeme Crosby    | Suzuki   | 1.59'34"8 | 113,58 mph |
| 2   | Mick Grant       | Suzuki   | 2.00'04"8 | 113,11 mph |
| 3   | Alex George      | Honda    | 2.02'14"0 | 111,12 mph |
| 4   | John Newbold     | Suzuki   | 2.05'23"4 | 108,32 mph |
| 5   | Alan Jackson jr. | Suzuki   | 2.05'34"0 | 108,17 mph |
| 6   | Bernard Murray   | Yamaha   | 2.05'36"2 | 108,14 mph |
| 7   | Steve Ward       | Yamaha   | 2.06'05"0 | 107,71 mph |
| 8   | Bill Simpson     | Yamaha   | 2.06'29"8 | 107,37 mph |
| 9   | Ian Richards     | Kawasaki | 2.07'55"0 | 106,18 mph |
| 10  | Bill Smith       | Suzuki   | 2.08'03"0 | 106,07 mph |
| 11  | Steve Moynihan   | Yamaha   | 2.08'17"2 | 105,87 mph |
| 12  | Derek Chatterton | Yamaha   | 2.08'50"8 | 105,41 mph |
| 13  | Klaus Klein      | Suzuki   | 2.09'28"8 | 104,90 mph |
| 14  | John Robinson    | Spondon  | 2.10'15"0 | 104,28 mph |
| 15  | Steve Henshaw    | Suzuki   | 2.10'50"4 | 103,81 mph |
| 16  | Neil Tuxworth    | Spondon  | 2.11'05"0 | 103,62 mph |
| 17  | Stuart Jones     | Suzuki   | 2.12'32"6 | 102,47 mph |
| 18  | Gerhardt Vogt    | Suzuki   | 2.12'36"0 | 102,43 mph |
| 19  | Trevor Steele    | Suzuki   | 2.13'41"2 | 101,60 mph |
| 20  | Tony Head        | Yamaha   | 2.16'11"0 | 99,73 mph  |
| DNF | Dale Singleton   | Yamaha   |           |            |
| DNF | Billie Guthrie   | Onbekend |           |            |
| DNF | Steve Tonkin     | Onbekend |           |            |
| DNF | Charlie Williams | Onbekend |           |            |
| DNF | Joey Dunlop      | Honda    |           |            |
| DNF | Tony Rutter      | Onbekend |           |            |
| DNF | Dennis Ireland   | Onbekend |           |            |
| DNF | Roger Marshall   | Onbekend |           |            |
| DNF | Stan Woods       | Onbekend |           |            |
| DNF | Ron Haslam       | Honda    |           |            |
| DNF | Chis Guy         | Onbekend |           |            |
| DNF | Steve Cull       | Onbekend |           |            |
| DNF | Jon Ekerold      | Onbekend |           |            |
| DNF | Boet van Dulmen  | Yamaha   | Vastloper |            |
| DNF | Trevor Nation    | Onbekend |           |            |
| DNF | Jeffrey Sayle    | Onbekend |           |            |
| DNF | Steve Parrish    | Onbekend |           |            |
| DNF | Keith Huewen     | Onbekend |           |            |

## Sidecar TT
Beide manches van de Sidecar TT werden gewonnen door Jock Taylor en Benga Johansson. De grootste pechvogels waren Trevor Ireson en Clive Pollington, die twee keer uitvielen terwijl ze op de tweede plaats lagen.

### Sidecar TT Leg One
zaterdag 6 juni, 3 ronden (182,19 km)
Jock Taylor en Benga Johansson lieten er geen misverstand over bestaan dat ze de snelste waren. Al in de eerste ronde van de eerste manche verbraken ze het ronderecord, liepen in de tweede ronde nog verder uit en ze wonnen met bijna drie minuten voorsprong op Mick Boddice en Chas Birks. Hun racegemiddelde zou voldoende zijn geweest voor de vijfde plaats in de Formula One TT.

#### Sidecar TT Leg One uitslag
| Pos | Coureur             | Bakkenist         | Merk                 | Tijd      | Snelheid   |
| --- | ------------------- | ----------------- | -------------------- | --------- | ---------- |
| 1   | Jock Taylor         | Benga Johansson   | Fowler-Windle-Yamaha | 1.03'27"4 | 107,02 mph |
| 2   | Mick Boddice        | Chas Birks        | Yamaha               | 1.06'17"6 | 102,44 mph |
| 3   | Derek Bayley        | Bob Bryson        | Yamaha               | 1.08'29"4 | 99,15 mph  |
| 4   | Dennis Keen         | Geoff Leitch      | Yamaha               | 1.08'30"6 | 99,14 mph  |
| 5   | Roy Hanks           | Vince Biggs       | Yamaha               | 1.09'04"6 | 98,31 mph  |
| 6   | Nigel Rollason      | Don Williams      | Barton Phoenix       | 1.11'05"4 | 95,53 mph  |
| 7   | Frank Illingworth   | Guy Miller        | Yamaha               | 1.11'52"6 | 94,48 mph  |
| 8   | Derek Plummer       | Roger Tomlinson   | Kawasaki             | 1.13'22"4 | 92,56 mph  |
| 9   | Keith Galtress      | Neil Shelton      | Yamaha               | 1.13'27"6 | 92,45 mph  |
| 10  | Eric Cornes         | Robert Holmes     | Yamaha               | 1.14'01"2 | 91,75 mph  |
| 11  | Benny Lysen         | Paul Jorgensen    | Yamaha               | 1.14'54"0 | 90,67 mph  |
| 12  | Keith Cousins       | Stephen Brockwell | Yamaha               | 1.15'21"0 | 90,13 mph  |
| 13  | Dick Hawes          | Edwin Kiff        | Yamaha               | 1.15'57"6 | 89,40 mph  |
| 14  | Karl-Heinz Plaschke | Waldemar Jager    | Busch                | 1.16'05"4 | 89,25 mph  |
| 15  | Mike Jones          | Dave Saunders     | Kawasaki             | 1.16'52"8 | 88,33 mph  |
| 16  | Artie Oates         | Peter Cain        | Kawasaki             | 1.17'01"2 | 88,17 mph  |
| 17  | Barry Moran         | Ron Hardy         | König                | 1.17'14"4 | 87,92 mph  |
| 18  | Rolf Steinhausen    | Georg Willmann    | RSR-Yamaha           | 1.17'25"4 | 87,71 mph  |
| 19  | Dennis Bingham      | Julie Bingham     | Yamaha               | 1.17'31"8 | 87,59 mph  |
| 20  | Kurt Jelonek        | Gerhard Wagner    | Yamaha               | 1.18'14"4 | 86,80 mph  |
| 28  | Trevor Ireson       | Clive Pollington  | Ireson-Yamaha        | 1.21'10"2 | 83,66 mph  |
| 38  | Steve Abbott        | Shaun Smith       | Yamaha               | 1.34'03"0 | 72,71 mph  |
| DNF | Dick Greasley       | Stewart Atkinson  | Yamaha               |           |            |
| DNF | Dave Saville        | Simon Birchall    |                      |           |            |

### Sidecar TT Leg Two
Maandag 8 juni, 3 ronden (182,19 km)
Terwijl op maandagochtend de Senior TT na twee ronden was afgebroken vanwege het slechte weer, kon de tweede manche van de Sidecar TT 's middags gewoon doorgaan. Opnieuw waren Jock Taylor en Benga Johansson niet te achterhalen, ondanks problemen met de brandstoftoevoer in de laatste ronde. Dick Greasley en Stewart Atkinson, die in de eerste manche waren uitgevallen, werden nu tweede en Roy Hanks werd met Vince Biggs derde. Trevor Ireson viel voor de tweede keer uit terwijl hij op de tweede plaats lag en Dennis en Julie Bingham vielen bij Kirk Michael stil terwijl ze op de derde plaats lagen.

#### Sidecar TT Leg Two uitslag
| Pos | Coureur          | Bakkenist         | Merk                 | Tijd            | Snelheid        |
| --- | ---------------- | ----------------- | -------------------- | --------------- | --------------- |
| 1   | Jock Taylor      | Benga Johansson   | Fowler-Windle-Yamaha | 1.04'57"2       | 104,55 mph      |
| 2   | Dick Greasley    | Stewart Atkinson  | Yamaha               | 1.06'52"2       | 101,56 mph      |
| 3   | Roy Hanks        | Vince Biggs       | Yamaha               | 1.08'18"6       | 99,42 mph       |
| 4   | Nigel Rollason   | Don Williams      | Barton Phoenix       | 1.09'05"8       | 98,28 mph       |
| 5   | Derek Bayley     | Bob Bryson        | Yamaha               | 1.09'07"6       | 98,24 mph       |
| 6   | Dave Hallam      | John Havercroft   | Yamaha               | 1.09'51"4       | 97,21 mph       |
| 7   | Steve Abbott     | Shaun Smith       | Yamaha               | 1.10'19"0       | 96,58 mph       |
| 8   | Frank Wrathall   | Phil Spendlove    | Yamaha               | 1.11'09"2       | 95,44 mph       |
| 9   | Dennis Keen      | Geoff Leitch      | Yamaha               | 1.13'30"4       | 92,39 mph       |
| 10  | Goronwy Davies   | Elfed Davies      | Yamaha               | 1.13'37"8       | 92,23 mph       |
| 11  | Benny Lysen      | Paul Jorgensen    | Yamaha               | 1.13'54"0       | 91,90 mph       |
| 12  | Rolf Steinhausen | George Willmann   | RSR-Yamaha           | 1.14'47"2       | 90,81 mph       |
| 13  | Alistair Lewis   | Richard Dumble    | Yamaha               | 1.14'58"6       | 90,58 mph       |
| 14  | Dennis Holmes    | Steve Bagnall     | Yamaha               | 1.15'18"6       | 90,17 mph       |
| 15  | Tim Eade         | Geoff Woodcock    | Yamaha               | 1.15'51"4       | 89,52 mph       |
| 16  | Mike Jones       | Dave Saunders     | Kawasaki             | 1.15'52"4       | 89,51 mph       |
| 17  | Colin Hopper     | Keith Neumann     | Barton Phoenix       | 1.15'57"4       | 89,41 mph       |
| 18  | Keith Cousins    | Stephen Brockwell | Yamaha               | 1.16'08"4       | 89,19 mph       |
| 19  | Ian McDonald     | Anthony Kemp      | Yamaha               | 1.16'17"0       | 89,02 mph       |
| 20  | Michael Burcombe | Derek Rumble jr.  | Yamaha               | 1.16'34"4       | 88,69 mph       |
| DNF | Dennis Bingham   | Julia Bingham     | Yamaha               | Motor           |                 |
| DNF | Trevor Ireson    | Clive Pollington  | Ireson-Yamaha        | Versnellingsbak | Versnellingsbak |
| DNF | Mick Boddice     | Chas Birks        | Yamaha               |                 |                 |
| DNF | Dave Saville     | Simon Birchall    |                      |                 |                 |

## Trivia

### Boet van Dulmen
Boet van Dulmen kwam voor het eerst naar het eiland Man, maar moest na de trainingsweek op en neer naar Nederland om te racen in Tubbergen. Hij had toen door een aantal vastlopers eigenlijk nog niet genoeg van de verplichte trainingsronden voor nieuwkomers afgelegd, maar kreeg dispensatie van de ACU om toch deel te nemen, ook al omdat zijn trainingstijden voldoende waren. In de Junior TT viel hij al na anderhalve ronde uit en in de Classic TT kreeg zijn Yamaha TZ 750 in de derde ronde een vastloper. Voor Boet was dat niet zo erg, want hij beschouwde dit als een "leerjaar" om het in 1982 beter te kunnen doen. Hij zou echter nooit meer op het eiland Man rijden.

### Jon Ekerold
Jon Ekerold wilde niet de indruk wekken dat hij alleen voor het startgeld (men sprak over 20.000 pond (45.000 Euro)) naar het eiland was gekomen. Daarom stond hij op de ochtend van de Junior TT om vier uur op om met een auto het parcours nog eens te verkennen, zodat hij beslagen ten ijs zou komen.

### Tony Rutter
De 39-jarige veteraan Tony Rutter won de Formula Two TT met een Ducati 600 Pantah die twee weken voor de TT bij een verkeersongeval total loss was gereden. Rutter had al TT-ervaring sinds 1965, maar kwam in 1991 nog aan de start.
1907 · 1908 · 1909 · 1910 · 1911 · 1912 · 1913 · 1914 · Eerste Wereldoorlog · 1920 · 1921 · 1922 · 1923 · 1924 · 1925 · 1926 · 1927 · 1928 · 1929 · 1930 · 1931 · 1932 · 1933 · 1934 · 1935 · 1936 · 1937 · 1938 · 1939 · Tweede Wereldoorlog · 1947 · 1948 · 1949 · 1950 ·1951 · 1952 · 1953 · 1954 · 1955 · 1956 · 1957 · 1958 · 1959 · 1960 · 1961 · 1962 · 1963 · 1964 · 1965 · 1966 · 1967 · 1968 · 1969 · 1970 · 1971 · 1972 · 1973 · 1974 · 1975 · 1976 · 1977 · 1978 · 1979 · 1980 · 1981 · 1982 · 1983 · 1984 · 1985 · 1986 · 1987 · 1988 · 1989 · 1990 · 1991 · 1992 · 1993 · 1994 · 1995 · 1996 · 1997 · 1998 · 1999 · 2000 · 2002 · 2003 · 2004 · 2005 · 2006 · 2007 · 2008 · 2009 · 2010 · 2011 · 2012 · 2013 · 2014